# Lygisaurus tanneri
Lygisaurus tanneri là một loài thằn lằn trong họ Scincidae. Loài này được Ingram & Covacevich mô tả khoa học đầu tiên năm 1988.